# ATP de Gstaad de 2013
O ATP de Gstaad de 2013 foi um torneio de tênis masculino disputado em quadras de saibro na cidade de Gstaad, na Suiça. Esta foi a 46ª edição do evento, realizado no Crédit Agricole Arena.

## Distribuição de pontos
| Evento  | V   | F   | SF | QF | Segunda rodada | Primeira rodada | Q  | Q3 | Q2 | Q1 |
| Simples | 250 | 150 | 90 | 45 | 20             | 0               | 12 | 6  | 0  | 0  |
| Duplas  | 250 | 150 | 90 | 45 | 0              | —               | —  | —  | —  | —  |

## Chave de simples

### Cabeças de chave
| País | Jogador               | Rank1 | Cabeça |
| ---- | --------------------- | ----- | ------ |
| SUI  | Stanislas Wawrinka    | 10    | 2      |
| SRB  | Janko Tipsarević      | 16    | 3      |
| ARG  | Juan Mónaco           | 20    | 4      |
| ESP  | Feliciano López       | 31    | 5      |
| RUS  | Mikhail Youzhny       | 32    | 6      |
| CZE  | Lukáš Rosol           | 40    | 7      |
| ESP  | Roberto Bautista-Agut | 49    | 8      |

- 1 Rankings como em 15 de julho de 2013

### Outros participantes
Os seguintes jogadores receberam convites para a chave de simples:
- Marco Chiudinelli
- Roger Federer
- Henri Laaksonen

Os seguintes jogadores entraram na chave de simples através do qualificatório:
- Dustin Brown
- Victor Crivoi
- Jan Hernych
- João Souza

### Desistências
Antes do torneio
- Jérémy Chardy
- Nikolay Davydenko
- Benoît Paire (lesão no cotovelo)

Durante o torneio
- Roberto Bautista-Agut (lesão nas costas)
- Stanislas Wawrinka (lombalgias)

## Chave de duplas

### Cabeças de chave
| País | Jogador           | País | Jogador       | Rank1 | Cabeça |
| ---- | ----------------- | ---- | ------------- | ----- | ------ |
| ITA  | Daniele Bracciali | SVK  | Filip Polášek | 88    | 1      |
| SWE  | Johan Brunström   | RSA  | Raven Klaasen | 109   | 2      |
| GBR  | Jamie Murray      | AUS  | John Peers    | 122   | 3      |
| GER  | Dustin Brown      | AUS  | Paul Hanley   | 126   | 4      |

- 1 Rankings como em 15 de julho de 2013

### Outros participantes
As seguintes parcerias receberam convites para a chave de duplas:
- Marco Chiudinelli /  Henri Laaksonen
- Alexander Ritschard /  Alexander Sadecky

### Desistências
Durante o torneio
- Roberto Bautista-Agut (lesão nas costas)

## Campeões

### Simples
- Mikhail Youzhny venceu  Robin Haase, 6–3, 6–4

### Duplas
- Jamie Murray /  John Peers venceu  Pablo Andújar /  Guillermo García-López, 6–3, 6–4